# Astropecten andersoni
Astropecten andersoni är en sjöstjärneart som beskrevs av Percy Sladen 1888. Astropecten andersoni ingår i släktet Astropecten och familjen kamsjöstjärnor.
Artens utbredningsområde är Timorsjön. Inga underarter finns listade i Catalogue of Life.